# Open de France
Het Frans Open wordt officieel het Open de France genoemd. Het is de oudste continentale, internationale open golftoernooi voor heren, en maakt deel uit van de Europese PGA Tour, sinds die in 1971 is opgericht. Het Open voor de dames van de Ladies European Tour wordt het Open de France Dames genoemd.

## Open de France
In 1906 werd de eerste editie gespeeld op de Golf de la Boulie. Het was in die tijd de enige open wedstrijd, waar zowel professionals als amateurs mochten spelen. Sinds 1991 vindt het Open plaats op Le Golf National in Saint-Quentin-en-Yvelines, met uitzondering van 1999 (Golf du Médoc) en 2001 (Golf Club de Lyon). Op de golf National werd ook in 2006 het 100-jarig bestaan gevierd, de prijzenpot steeg naar € 4.000.000.

## Deelnemers
Naast de normale deelnemers van de Europese Tour kunnen spelers, die niet automatisch mogen deelnemen, proberen zich te kwalificeren via voorrondes, meestal op de banen van Golf de Chiberta, Golf du Touquet, Golf du Stade Français - Courson en Golf Club de Nîmes Campagne. Twaalf, soms zestien spelers kunnen zich kwalificeren.

## Winnaars
De Engelse speler Cyril Tolley is in 1928 de enige amateur die het Open ooit gewonnen heeft.

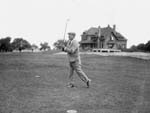
Arnaud Massy (1907)

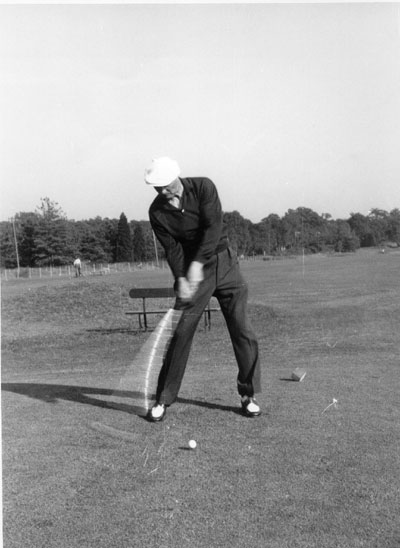
Marcel Dallemagne (1936)

po = winnaar na play-off.
| Jaar                           | Baan                                  | Winnaar                |
| ------------------------------ | ------------------------------------- | ---------------------- |
| 1906                           | Golf de la Boulie                     | Arnaud Massy           |
| 1907                           | Golf de la Boulie                     | Arnaud Massy           |
| 1908                           | Golf de la Boulie                     | John Henry Taylor      |
| 1909                           | Golf de la Boulie                     | John Henry Taylor      |
| 1910                           | Golf de la Boulie                     | James Braid            |
| 1911                           | Golf de la Boulie                     | Arnaud Massy           |
| 1912                           | Golf de la Boulie                     | Jean Gassiat           |
| 1913                           | Golf de Chantilly                     | George Duncan          |
| 1914                           | Golf du Touquet                       | John Douglas Edgar     |
| 1915-1919                      | niet gespeeld                         | niet gespeeld          |
| 1920                           | Golf de la Boulie                     | Walter Hagen           |
| 1921                           | Golf de la Boulie                     | Aubrey Boomer          |
| 1922                           | Golf de la Boulie                     | Aubrey Boomer          |
| 1923                           | Golf de Dieppe-Pourville              | James Ockenden         |
| 1924                           | Golf de la Boulie                     | Cyril Tolley (AM)      |
| 1925                           | Golf de Chantilly                     | Arnaud Massy           |
| 1926                           | Golf de Saint-Cloud                   | Aubrey Boomer          |
| 1927                           | Golf de Saint Germain                 | George Duncan          |
| 1928                           | Golf de la Boulie                     | Cyril Tolley (AM)      |
| 1929                           | Fourqueux                             | Aubrey Boomer          |
| 1930                           | Golf de Dieppe-Pourville              | Ernest Whitcombe       |
| 1931                           | Golf Barrière de Deauville            | Aubrey Boomer          |
| 1932                           | Golf de Saint-Cloud                   | Arthur J Lacey         |
| 1933                           | Golf de Dieppe-Pourville              | Bert Gadd              |
| 1934                           | Golf de Dieppe-Pourville              | Sid Brews              |
| 1935                           | Golf du Touquet                       | Sid Brews              |
| 1936                           | Golf de Saint Germain                 | Marcel Dallemagne      |
| 1937                           | Golf de Saint-Cloud                   | Marcel Dallemagne      |
| 1938                           | Fourqueux                             | Marcel Dallemagne      |
| 1939                           | Golf du Touquet                       | Martin Pose            |
| 1940-1945                      | niet gespeeld                         | niet gespeeld          |
| 1946                           | Golf de Saint-Cloud                   | Henry Cotton           |
| 1947                           | Golf de Chantilly                     | Henry Cotton           |
| 1948                           | Golf de Saint-Cloud                   | Firmin Cavalo          |
| 1949                           | Golf de Saint Germain                 | Ugo Grappasonni        |
| 1950                           | Golf de Chantilly                     | Roberto De Vicenzo     |
| 1951                           | Golf de Saint-Cloud                   | Hassan Hassanein       |
| 1952                           | Golf de Saint Germain                 | Bobby Locke            |
| 1953                           | Golf de la Boulie                     | Bobby Locke            |
| 1954                           | Golf de Saint-Cloud                   | Flory Van Donck        |
| 1955                           | Golf de la Boulie                     | Byron Nelson           |
| 1956                           | Golf Barrière de Deauville            | Ángel Miguel           |
| 1957                           | Golf de Saint-Cloud                   | Flory Van Donck        |
| 1958                           | Golf de Saint Germain                 | Flory Van Donck        |
| 1959                           | Golf de la Boulie                     | Dave Thomas            |
| 1960                           | Golf de Saint-Cloud                   | Roberto De Vicenzo     |
| 1961                           | Golf de la Boulie                     | Kel Nagle              |
| 1962                           | Golf de Saint Germain                 | Alan Murray            |
| 1963                           | Golf de Saint-Cloud                   | Bruce Devlin           |
| 1964                           | Golf de Chantilly                     | Roberto De Vicenzo     |
| 1965                           | Golf de Saint-Nom-la-Bretèche         | Ramón Sota             |
| 1966                           | Golf de la Boulie                     | Denis Hutchinson       |
| 1967                           | Golf de Saint Germain                 | Bernard Hunt           |
| 1968                           | Golf de Saint-Cloud                   | Peter Butler           |
| 1969                           | Golf de Saint-Nom-la-Bretèche         | Jean Garaialde         |
| 1970                           | Golf de Chantaco                      | David Graham           |
| 1971                           | Golf de Biarritz                      | Liang-huan Lu          |
| 1972                           | Golf de la Nivelle & Golf de Biarritz | Barry Jaeckelpo        |
| 1973                           | La Foret & La Vallée                  | Peter Oosterhuis       |
| 1974                           | Golf de Chantilly                     | Peter Oosterhuis       |
| 1975                           | Racing Club de France                 | Brian Barnes           |
| 1976                           | Golf du Touquet                       | Vincent Tshabalala     |
| 1977                           | Golf du Touquet                       | Severiano Ballesteros  |
| 1978                           | La Baule Golf Club                    | Dale Hayes             |
| 1979                           | Golf Club de Lyon                     | Bernard Gallacher      |
| Paco Rabanne Open de France    |                                       |                        |
| 1980                           | Golf de Saint-Cloud                   | Greg Norman            |
| 1981                           | Golf de Saint Germain                 | Sandy Lyle             |
| 1982                           | Golf de Saint-Nom-la-Bretèche         | Severiano Ballesteros  |
| 1983                           | Golf d'Ormesson                       | Nick Faldopo           |
| Peugeot Open de France         |                                       |                        |
| 1984                           | Golf de Saint-Cloud                   | Bernhard Langer        |
| 1985                           | Golf de Saint-Nom-la-Bretèche         | Severiano Ballesteros  |
| 1986                           | Racing Club de France                 | Severiano Ballesteros  |
| 1987                           | Golf de Saint-Cloud                   | José Rivero            |
| 1988                           | Golf de Chantilly                     | Nick Faldo             |
| 1989                           | Golf de Chantilly                     | Nick Faldo             |
| 1990                           | Golf de Chantilly                     | Philip Waltonpo        |
| 1991                           | Le Golf National                      | Eduardo Romero         |
| 1992                           | Le Golf National                      | Miguel Ángel Martín    |
| 1993                           | Le Golf National                      | Costantino Roccapo     |
| 1994                           | Le Golf National                      | Mark Roe               |
| 1995                           | Le Golf National                      | Paul Broadhurst        |
| 1996                           | Le Golf National                      | Robert Allenbypo       |
| 1997                           | Le Golf National                      | Retief Goosenpo        |
| 1998                           | Le Golf National                      | Sam Torrance           |
| Novotel Perrier Open de France |                                       |                        |
| 1999                           | Golf du Médoc                         | Retief Goosen          |
| 2000                           | Le Golf National                      | Colin Montgomerie      |
| 2001                           | Golf Club de Lyon                     | José María Olazabal    |
| 2002                           | Le Golf National                      | Malcolm MacKenzie      |
| Open de France                 |                                       |                        |
| 2003                           | Le Golf National                      | Philip Golding         |
| 2004                           | Le Golf National                      | Jean François Remesy   |
| 2005                           | Le Golf National                      | Jean François Remesypo |
| Open de France ALSTOM          |                                       |                        |
| 2006                           | Le Golf National                      | John Bickerton         |
| 2007                           | Le Golf National                      | Graeme Storm           |
| 2008                           | Le Golf National                      | Pablo Larrazábal       |
| 2009                           | Le Golf National                      | Martin Kaymer          |
| Alstom Open de France          |                                       |                        |
| 2010                           | Le Golf National                      | Miguel Ángel Jiménez   |
| 2011                           | Le Golf National                      | Thomas Levet           |
| 2012                           | Le Golf National                      | Marcel Siem            |
| 2013                           | Le Golf National                      | Graeme McDowell        |
| 2014                           | Le Golf National                      | Graeme McDowell        |